# Julio Bavastro
Julio Bavastro, noto anche con il nome italianizzato Giulio (Paysandú, 7 aprile 1894 – Gallio, 28 gennaio 1918), è stato un calciatore e militare uruguaiano naturalizzato italiano, deceduto sul fronte italiano durante il primo conflitto mondiale.

## Carriera
Ha giocato nel Milan dal 1910 al 1913 esordendo il 27 novembre 1910 in Genoa-Milan (0-3). L'ultima partita da lui giocata in maglia rossonera è datata 6 aprile 1913, L.R. Vicenza-Milan (0-3).
Ha poi militato nell'Inter dal 1913 al 1915. Ha debuttato il 12 ottobre 1913 in Como-Inter (1-5) ed ha segnato un gol nel derby del 22 febbraio 1914 vinto 5-2.. Era citato anche come Bavastro II.
Allo scoppio della prima guerra mondiale venne chiamato alle armi. Tenente di complemento 20º reggimento bersaglieri, morì nel conflitto durante la prima Battaglia dei Tre Monti sull'Altopiano dei Sette Comuni. Anche il fratello Iberto Egidio, nato nel 1891, fu tra i soldati italiani caduti della prima guerra mondiale. La sua morte avvenne il 23 agosto 1916 a Villa Rodolfina (Gorizia) in un ospedale da campo, dove era stato ricoverato per le ferite riportate in combattimento.